# Chalil al-Hajja
Chalil Isma’il Ibrahim al-Hajja (arab. ‏خليل إسماعيل إبراهيم الحية‎, ur. 5 listopada 1960 w Gazie) – palestyński polityk, zastępca Szefa Biura Politycznego Hamasu (6 sierpnia–16 października 2024) i reprezentant miasta Gaza w Radzie Legislacyjnej Palestyny (od 2006). Po śmierci Jahji Sinwara, którego był zaufanym współpracownikiem, wszedł w skład tymczasowego komitetu pełniącego obowiązki szefa Biura Politycznego Hamasu (od 2024).

## Życiorys
Od 2007 roku ponad dziesięciu członków jego rodziny, w tym jego bracia, synowie i wnuk, zginęło w wycelowanych w niego izraelskich nalotach.